# Ferrovia Wismar-Rostock
La ferrovia Wismar-Rostock è una linea ferroviaria tedesca, gestita dalla Deutsche Bahn.

## Caratteristiche

### Percorso
| Straight track |

| Station on track |

| Unknown route-map component "ABZgr" |

| Stop on track |

| Unknown route-map component "eBHF" |

| Unknown route-map component "eABZgr" |

| Stop on track |

| Stop on track |

| Station on track |

| Stop on track |

| Non-passenger station/depot on track |

| Unknown route-map component "eABZgl" |

| Stop on track |

| Stop on track |

| Stop on track |

| Stop on track |

| Unknown route-map component "ABZg+l" |

| Station on track |

| Stop on track |

| Stop on track |

| Station on track |

| Stop on track |

| Unknown route-map component "ABZg+l" |

| Station on track |

| Unknown route-map component "ABZglr" |